# Westfield Culver City
Westfield Culver City, anteriormente conocido como Fox Hills Mall, es un centro comercial en Culver City, California, operado por The Westfield Group. Sus tiendas anclas son JCPenney y Macy's. Se espera que habrá una nueva tienda ancla de la cadena Target con 5,600-pies cuadrados (1,450 m²).
Westfield America, Inc., un precursor de The Westfield Group adquirió el centro comercial en 1998, y lo llamó "Westfield Shoppingtown Fox Hills", luego en junio de 2005 se le quitó el nombre de "Shoppingtown". La antigua tienda departamental Robinsons-May cerró en 2006.
Westfield Fox Hills recientemente remodeló lo que una vez fue la tienda Robinsons-May. La tienda Robinsons-May se convirtió en una tienda Steve & Barry's, en la que ha permanecido cerrada. 

## Anclas
- JCPenney (211,000 pies cuadrados)
- Macy's (192,500 pies cuadrados)

## Cultura pop
El centro comercial apareció en la película de 2007 Superbad.
El centro comercial también fue usado para la segunda temporada de It's Always Sunny in Philadelphia.